# Port lotniczy Makemo
Port lotniczy Makemo – port lotniczy położony w Pouheva, na wyspie Makemo, należącej do Polinezji Francuskiej.

## Linie lotnicze i połączenia
| Linia Lotnicza | Kierunek   |
| -------------- | ---------- |
| Air Tahiti     | 1. Papeete |